# Ethan-Allen-Klasse
Die Ethan-Allen-Klasse war eine Klasse von atomgetriebenen Raketen-U-Booten (SSBN) der United States Navy. Zwischen 1959 und 1962 wurden fünf Boote der Klasse gebaut. Anfang der 1980er-Jahre wurden die Boote auf Grund der Beschränkungen des SALT-I-Vertrages zu Jagd-U-Booten umklassifiziert und schließlich bis 1992 alle außer Dienst gestellt.

## Geschichte

### Planung und Bau
Die Planungen zur Ethan-Allen-Klasse begannen Mitte der 1950er-Jahre. Sie wurde als erste Klasse von Raketen-U-Booten der US Navy von Reißbrett weg für die Aufnahme von Mittelstreckenraketen geplant und gefertigt, die fünf Boote der Vorgängerklasse George Washington besaßen noch den Rumpf von Jagd-U-Booten der Skipjack-Klasse mit einer zusätzlich eingefügten Raketenabteilung.
Vier der fünf Boote wurden nach Staatsmännern aus der Geschichte der Vereinigten Staaten benannt, dies waren Ethan Allen, ein Freiheitskämpfer aus dem Amerikanischen Unabhängigkeitskrieg (SSBN-608), Sam Houston, Präsident der Republic of Texas (SSBN-609), John Marshall, Chief Justice of the United States (SSBN-611) sowie Thomas Jefferson, dritter Präsident der Vereinigten Staaten (SSBN-618). Aus der Rolle fällt SSBN-610, die nach dem Erfinder Thomas Alva Edison benannt ist. Edison war während des Ersten Weltkrieges Vorsitzender des zivilen Naval Consulting Board, über das Edison zur Gründung des United States Naval Research Laboratory beitrug.
Der Bau der Boote begann 1959 und fand auf den Werften von Electric Boat (Ethan Allen und Edison) und Newport News Shipbuilding (Houston, Marshall und Jefferson) statt. Im Trockendock verbrachten die Boote jeweils etwas über ein Jahr, danach lagen die Ethan-Allens noch jeweils etwas unter einem Jahr an der Ausrüstungspier und befanden sich auf den Werfterprobungsfahrten. Damit lagen zwischen Kiellegung und Indienststellung rund zwei Jahre. Über die Baukosten ist nichts bekannt geworden.

### Dienstzeit

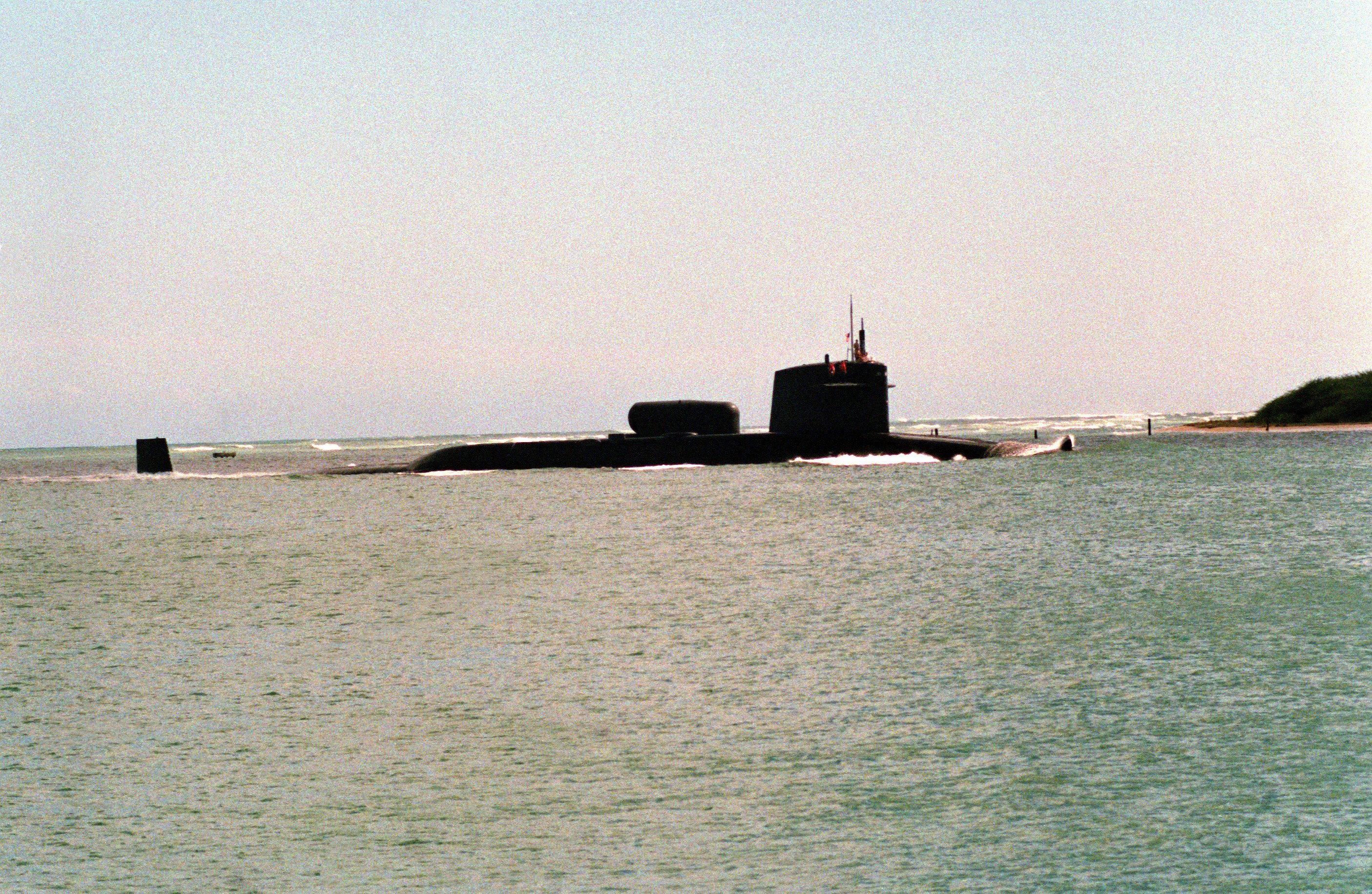
Sam Houston mit zwei DDS

Die fünf Boote der Klasse kamen 1961, 1962 und 1963 in die Flotte, dort ergänzten sie die fünf Boote der Washington-Klasse. Bis 1967 kamen außerdem noch 31 Boote der Lafayette-Klasse (inklusive der Unterklassen James Madison und Benjamin Franklin) hinzu. Diese insgesamt 41 Raketen-U-Boote machten die sogenannten 41 for Freedom aus, die Flotte von Unterseebooten, welche die Abschreckung auf Seiten der USA auf die Weltmeere trug.
Als Anfang der 1980er-Jahre die modernen SSBN der Ohio-Klasse in Dienst gestellt wurden, war in den Regularien der Strategic Arms Limitation Talks kein Raum mehr für die Raketen an Bord der Ethan Allens, weshalb die Raketenabteilung versiegelt und die Startrohre mit Beton unbrauchbar gemacht wurden. Zusätzlich wurde das Raketenkontrollsystem entfernt. Danach wurden die Boote zu Jagd-U-Booten umklassifiziert und mit der Kennung SSN versehen. Als solche wurden die Boote größtenteils für U-Jagd-Übungen eingesetzt. Drei der Boote wurden bis 1985 außer Dienst gestellt, die anderen zwei (Houston und Marshall) blieben bis 1991 beziehungsweise 1992 aktiv, da sie für den Transport von zwei Dry Deck Sheltern (DDS) ausgerüstet worden waren. Dabei wurden nicht nur die Befestigungen für das DDS installiert, es wurde außerdem zusätzlicher Platz für die Ausrüstungsgegenstände der zu transportierenden Spezialeinheiten geschaffen.
Alle fünf Boote wurden in den 1990er-Jahren in der Puget Sound Naval Shipyard abgebrochen. Sie wurden nach den Richtlinien des Ship-Submarine Recycling Program zuerst von allen radioaktiven Teilen befreit und dann zerlegt.

## Einheiten
| Kennung  | Name             | Bauwerft                                | Kiellegung         | Stapellauf        | Indienststellung | Außerdienststellung | Verbleib                                               |
| -------- | ---------------- | --------------------------------------- | ------------------ | ----------------- | ---------------- | ------------------- | ------------------------------------------------------ |
| SSBN-608 | Ethan Allen      | Electric Boat, Groton                   | 14. September 1959 | 22. November 1960 | 8. August 1961   | 31. März 1983       | Ab 1999 im Ship-Submarine Recycling Program abgewrackt |
| SSBN-609 | Sam Houston      | Newport News Shipbuilding, Newport News | 28. Dezember 1959  | 2. Februar 1961   | 6. März 1962     | 6. September 1991   | Ab 1992 im Ship-Submarine Recycling Program abgewrackt |
| SSBN-610 | Thomas A. Edison | Electric Boat, Groton                   | 15. März 1960      | 15. Juni 1961     | 10. März 1962    | 1. Dezember 1983    | Ab 1997 im Ship-Submarine Recycling Program abgewrackt |
| SSBN-611 | John Marshall    | Newport News Shipbuilding, Newport News | 4. April 1960      | 15. Juli 1961     | 21. Mai 1962     | 22. Juli 1992       | Ab 1993 im Ship-Submarine Recycling Program abgewrackt |
| SSBN-618 | Thomas Jefferson | Newport News Shipbuilding, Newport News | 3. Februar 1961    | 24. Februar 1962  | 4. Januar 1963   | 24. Januar 1985     | Ab 1998 im Ship-Submarine Recycling Program abgewrackt |

## Technische Beschreibung

### Rumpf
Der Rumpf eines Bootes der Klasse war 125,1 Meter lang und 10,1 Meter breit. Der Tiefgang lag bei 9,1 Metern. Damit verdrängte jedes Boot getaucht rund 7.900 ts Wasser. Im Gegensatz zu ihren Vorgängern wurde hier allerdings die Raketensektion bereits beim Bau eingeplant, was an der Linienführung auch erkennbar ist. Die Startschächte befinden sich, wie bei amerikanischen SSBN üblich, hinter dem Turm. Um die maximale Tauchtiefe auf etwa 400 Meter zu erhöhen, wurde die Klasse aus HY-80-Stahl gefertigt. Das bedeutet, dass der Stahl eine garantierte „Yield strength“ (Streckgrenze) von 80.000 psi – das entspricht ca. 5.516 Bar – aufweist.
Im Inneren waren die Boote ähnlich aufgeteilt wie Jagd-U-Boote. Vor und unter dem Turm befanden sich Torpedo-, Mannschafts- und Kommandoräume, dahinter folgte zuerst der Raketensiloraum – wegen der wie Baumstämme aussehenden Startschächte auch „Sherwood Forest“ genannt –, weiter achtern dann die Reaktorkammer und zuletzt der Maschinenraum.

### Antrieb
Der Antrieb der Ethan Allens bestand aus einem Druckwasserreaktor vom Typ S5W. Das S steht dabei für die Verwendung auf einem bestimmten Schiffstyp, hier Submarine, Unterseeboot, die 5 stand für die Generation, das W repräsentierte den Hersteller, bei diesem Typ Westinghouse Electric. Dieser Reaktor lieferte rund 15.000 PS, die auf einer Welle wirkten. Die Höchstgeschwindigkeit lag getaucht bei höchstens 20 Knoten, einige Knoten langsamer als Jagd-U-Boote. Allerdings zählte für die SSBN ein leises Antriebssystem mehr als Geschwindigkeit, da ihr Hauptanliegen heimliches Patrouillefahren war. Die Rumpfform war auf Unterwasserfahrt optimiert, weshalb die Boote nur zum Transit aus und in die Basis auftauchten. Hierbei lag die theoretische Höchstgeschwindigkeit bei rund 15 Knoten.

### Bewaffnung

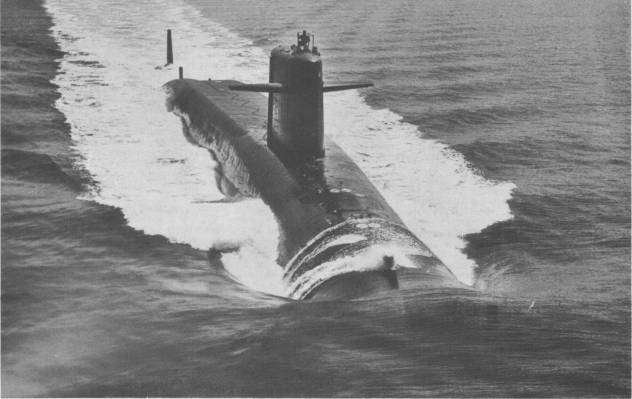
Hier zu erkennen die Raketenschächte hinter dem Turm; am Bug der Sonar-„Flügel“

Die Hauptbewaffnung der Boote der Ethan-Allen-Klasse bestand aus 16 U-Boot-gestützten Mittelstreckenraketen (SLBM) von Typ UGM-27B Polaris A. Diese hatten eine Reichweite von bis zu 2780 km und erreichten dabei einen Streukreisradius (CEP) von 1,2–3,7 km. Bis 1974 wurden alle fünf Boote umgerüstet, um die wesentlich verbesserte UGM-27C Polaris A3 zu tragen. Nicht nur die Reichweite wurde auf 4630 km vergrößert, während das CEP auf rund einen Drittel verringert wurde, zusätzlich konnte die Polaris A3 in einem Multiple Reentry vehicle nun drei statt nur einen Gefechtskopf tragen. Ende der 1970er-Jahre wurde die U-Boot-Flotte auf die neue UGM-73 Poseidon umgerüstet; da diese jedoch über zehn Meter lang war, war eine Verwendung auf den Ethan Allens nicht möglich, ohne teure strukturelle Änderungen am Boot vorzunehmen. Auch daher war die bevorstehende Ausmusterung aus dem Dienst kein großer Verlust für das Abschreckungskonzept der USA.
Zur Selbstverteidigung besaß jedes Boot vier Torpedorohre im Bug. Der Durchmesser von 533 mm erlaubte ab der Einführung der Waffe 1972 den Abschuss des Mark-48-Schwergewichtstorpedos. Es gab Nachladekapazität für vier der großen Mark-48- oder acht der kleineren Mark-46-Leichtgewichtstorpedos.

### Elektronik
Die Boote der Ethan-Allen-Klasse besaßen mehrere Sonaranlagen, mit denen sie feindliche U-Boote und Überwasserschiffe erfassen konnten. Das Hauptsystem war das AN/BQS-4, das sowohl aktiv als auch passiv arbeiten konnte und sich zusammen mit dem reinen Passivsonar AN/BQR-7 im Bug befindet. Da die Bugspitze der Boote von den Torpedorohren belegt wurde, erhielt die Sonaranlage zum Auffangen von Geräuschen einen kleinen „Flügel“ auf dem Rumpf. Zusätzlich wurde jedes Boot mit einem aktiven AN/BQR-19 ausgerüstet, das zur Navigation eingesetzt wurde. Als Schleppsonar zum Lauschen auf große Entfernungen fungierte ein AN/BQR-15.

## Einsatzprofil

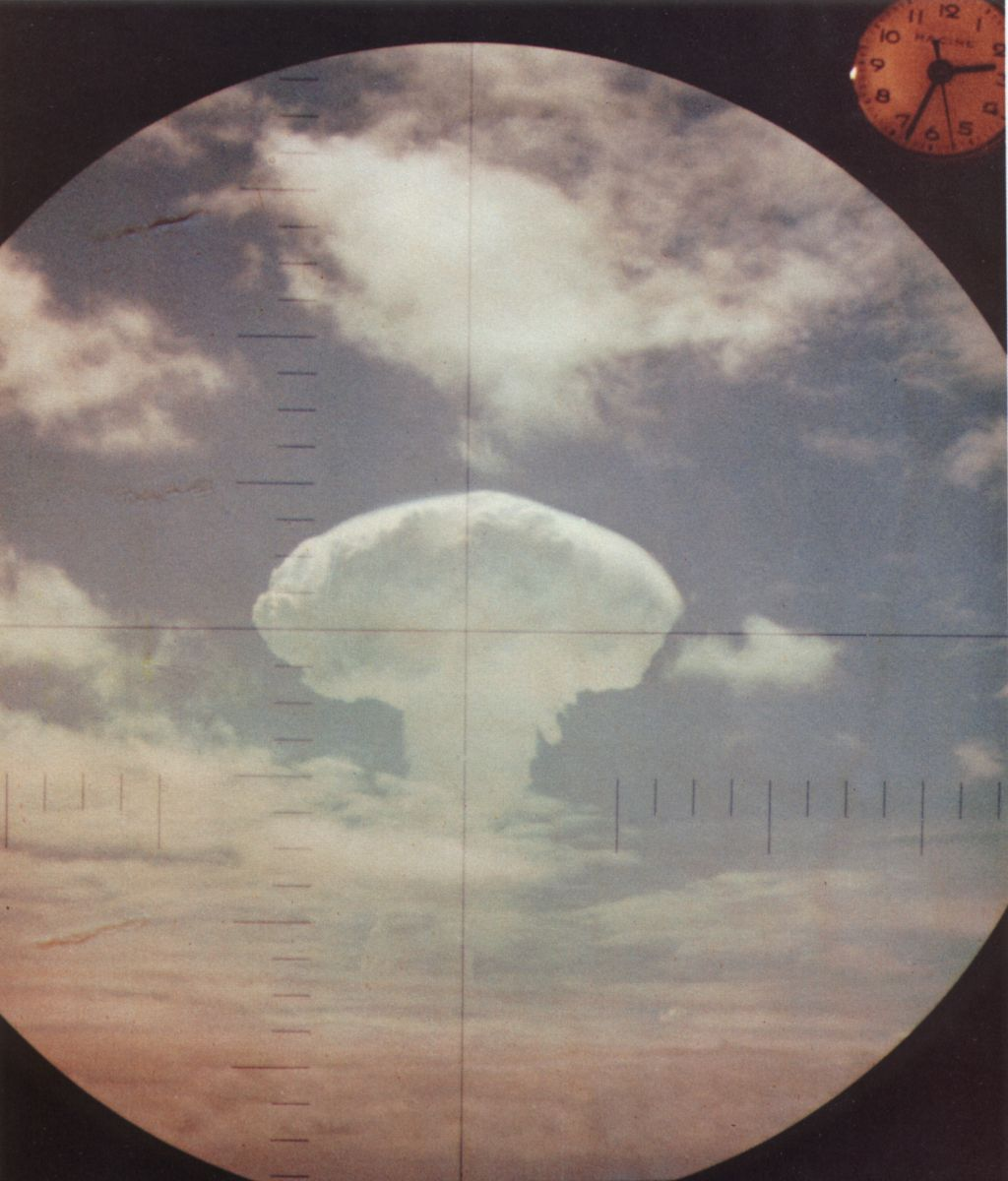
Atompilz einer von Ethan Allen 1962 abgefeuerten SLBM

Die Ethan Allens waren ein Teil der Abschreckungspolitik der Vereinigten Staaten auf den Weltmeeren. Mit seinen 16 Mittelstreckenraketen verließ ein Boot seinen Heimathafen unter strengen Sicherheitsvorkehrungen. Jagd-U-Boote und Zerstörer stellten sicher, dass die Gewässer um den Hafen frei von feindlichen U-Booten waren, so dass das SSBN sicher auslaufen konnte. Daraufhin blieb das Boot rund drei Monate ununterbrochen getaucht und befuhr ein bestimmtes Patrouillengebiet, dessen Koordinaten höchster Geheimhaltung unterlagen. Nach der Patrouille kehrte das Boot in den Hafen zurück, wechselte die Besatzung – jedes Boot besaß zwei komplette Mannschaften, die in Blue und Gold unterteilt waren –, und brach nach einer Instandsetzungsperiode mit der zweiten Besatzung zur nächsten Patrouille auf.
Als zu dieser Zeit modernste Klasse von Boomern (so der Spitzname der SSBN in der US Navy), wurden die fünf Boote nach ihrer Indienststellung in Europa stationiert, da sie von dort die polnahen Gewässer schnell erreichen konnten. Der Grund für die Auswahl dieses Patrouillengebiet liegt in der Tatsache begründet, dass von dort abgefeuerte Atomraketen die sowjetische Hauptstadt Moskau schnell erreichen konnten, ergo die sowjetische Vorwarnzeit sehr kurz war. Stützpunkt der fünf Boote war zuerst Holy Loch in Schottland, ab Mitte/Ende der 1960er-Jahre dann Rota in Spanien. Ab Mitte der 1970er-Jahre wurden die inzwischen relativ alten Boote dann hauptsächlich im Pazifik eingesetzt, Heimathäfen waren Pearl Harbor auf Hawaii und Apra Harbor auf Guam.
Das Typschiff der Klasse, die Ethan Allen, ist das einzige Unterseeboot in der Geschichte der Vereinigten Staaten, das jemals eine scharfe, mit Atomsprengkopf versehene Mittelstreckenrakete gestartet hat. 1962 nahm das Boot an Operation Dominic I teil, im Rahmen der Teilübung Frigate Bird startete vom Boot eine Polaris A2, die in der Region der Insel Kiritimati im Zentralpazifik detonierte.
Nach ihrer Konvertierung konnten Sam Houston und John Marshall mittels des Dry Deck Shelters Spezialeinheiten, wie zum Beispiel United States Navy SEALs transportieren und unbemerkt zu Zielen innerhalb feindlicher Hoheitsgewässer bringen. Dort konnten die Kommandos durch eine Druckschleuse das Boot verlassen und nach Erfüllung eines Einsatzes wieder betreten.